# Perlenie
Perlenie - zjawisko otrzymywania mniejszej intensywności barwy poprzez zadrukowywanie jednej farby na drugiej (nawet przy tej samej grubości) na tym samym podłożu. Przyczyną perlenia są zjawiska zwilżalności spowodowane napięciem powierzchniowym występującym pomiędzy farbą nawierzchniową a podkładową.